# Von Diepholz
von Diepholz var en tysk fursteätt, vilken ägde och förvaltade grevskapet Diepholz i nuvarande i förbundslandet Niedersachsen, Tyskland. Flera medlemmar av ätten var också biskopar i Minden, Osnabrück och Utrecht.
1177 nämns Gottschalk von Diepholz som herre till Diepholz, när han levde i exil i England, tillsammans med Henrik Lejonet, hertig av Sachsen 1142–1180.
Den svenska prinsessan Marianne Valdemarsdotter av Sverige (i Tyskland kallad Maria), dotter till kung Valdemar Birgersson och Sofia Eriksdotter av Danmark, gifte sig med greve Rudolf II av Diepholz  (1262–1303) i Nyköping i Södermanland år 1285.
Den sista greven av Diepholz, Friedrich II, avled 1585, varpå grevskapet Diepholz tillföll Hertigdömet Braunschweig-Lüneburg, med undantag för Amtes Auburg vilken tillföll Hessen.

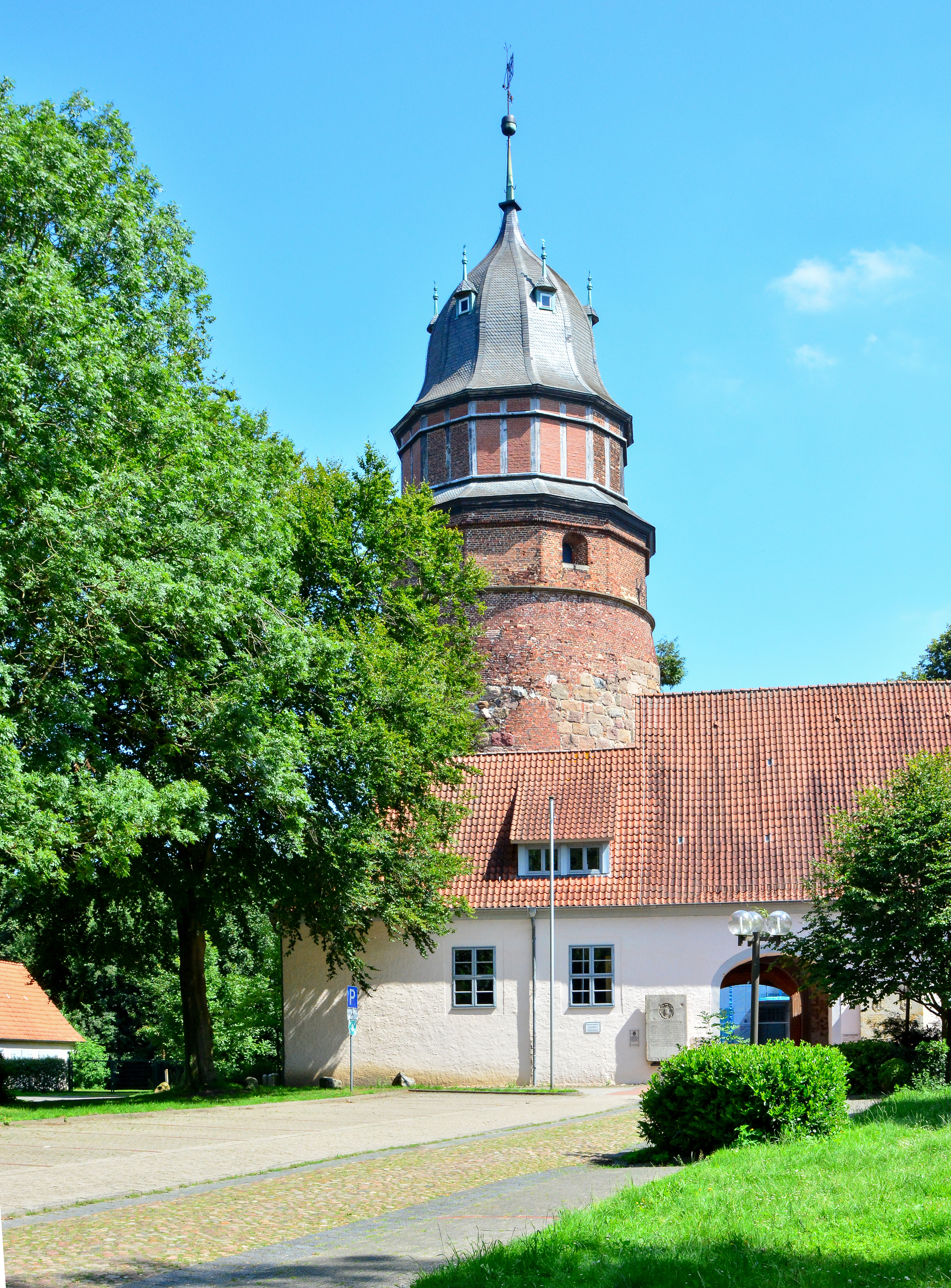
Slottet i Diepholz
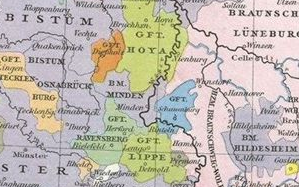
Grevskapet Diepholz omkring 1500
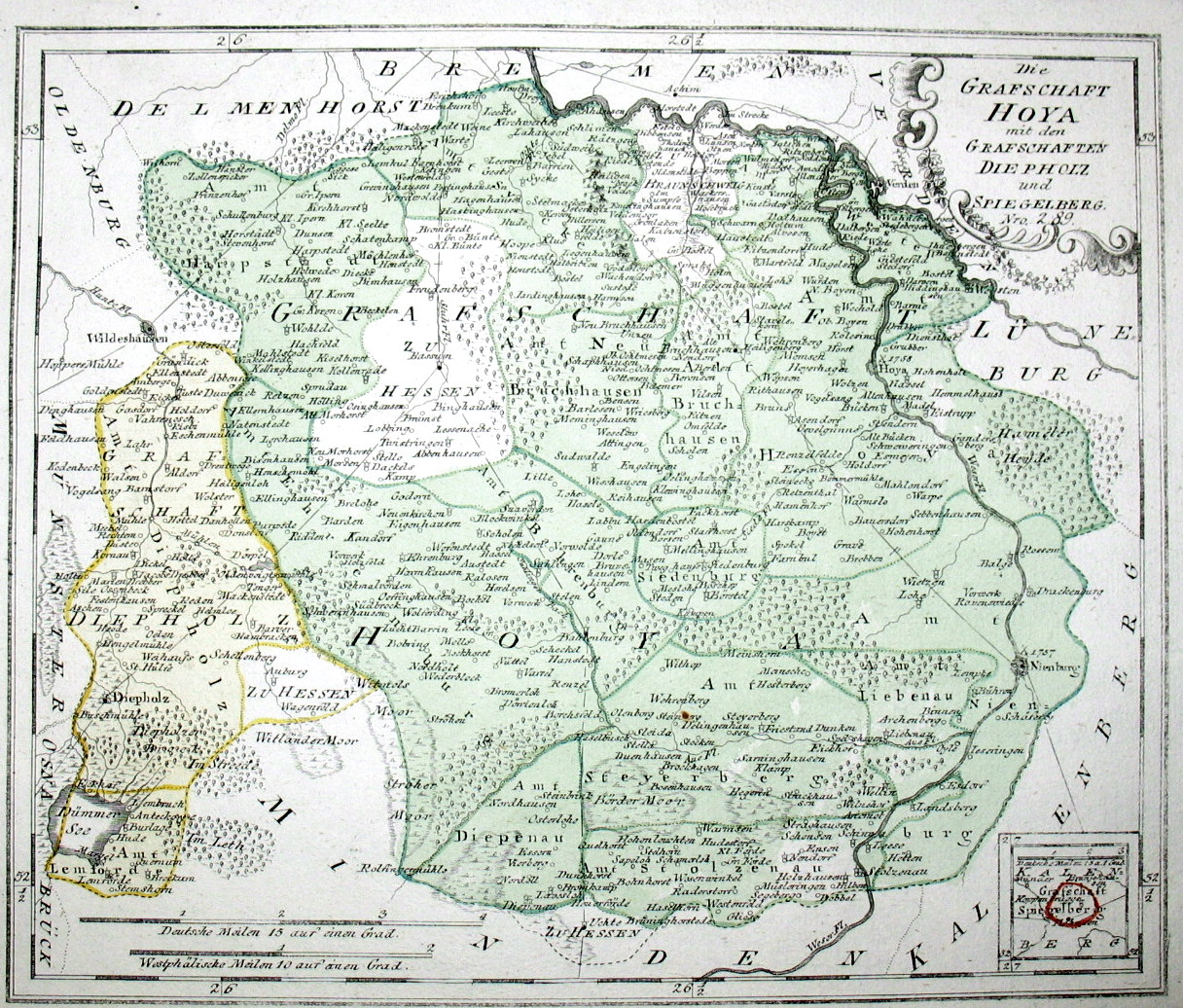
Grevskapet Diepholz, kopparstick från 1794
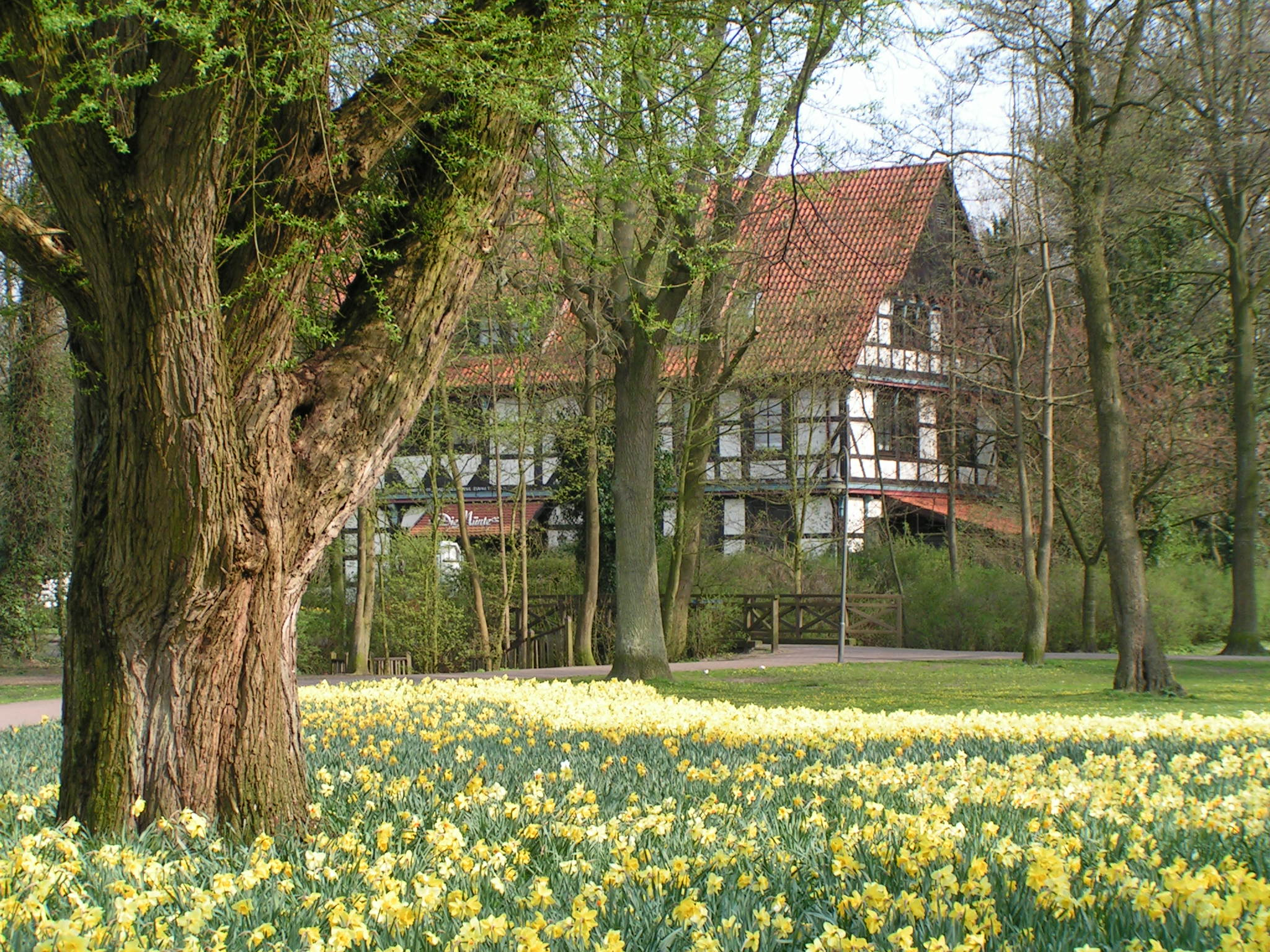
Müntepark, i bakgrunden Mynthuset